# Myiopharus subaeneus
Myiopharus subaeneus är en tvåvingeart som beskrevs av Aldrich 1934. Myiopharus subaeneus ingår i släktet Myiopharus och familjen parasitflugor. Inga underarter finns listade i Catalogue of Life.